# Argiope mangal
Argiope mangal là một loài nhện trong họ Araneidae.
Loài này thuộc chi Argiope. Argiope mangal được miêu tả năm 1991 bởi Koh.